# Sergei Wladimirowitsch Gussew
Sergei Wladimirowitsch Gussew (russisch Гусев Сергей Владимирович; * 31. Juli 1975 in Nischni Tagil, Russische SFSR) ist ein ehemaliger russischer Eishockeyspieler. In der Saison 2017/18 war er Assistenztrainer beim HK Jugra Chanty-Mansijsk.

## Karriere
Sergei Gussew begann seine Karriere als Eishockeyspieler bei ZSK WWS Samara, für die er in der Saison 1994/95 sein Debüt in der russischen Superliga gab. Anschließend wurde er im NHL Entry Draft 1995 in der dritten Runde als insgesamt 69. Spieler von den Dallas Stars ausgewählt. Zunächst spielte er jedoch zwei Jahre lang für deren Farmteam, die Michigan K-Wings aus der International Hockey League. Von 1997 bis 1999 stand der Verteidiger zudem für die Dallas Stars in der National Hockey League auf dem Eis, ehe er an die Tampa Bay Lightning abgegeben wurde, für die er bis 2001 in der NHL spielte.
Daraufhin kehrte der Linksschütze in seine russische Heimat zurück, in der er von Sewerstal Tscherepowez unter Vertrag genommen wurde, mit dem er in der Saison 2002/03 Vizemeister wurde. Im Sommer 2004 wurde Gussew vom damaligen amtierenden Meister HK Awangard Omsk verpflichtet, mit dem er 2005 den IIHF European Champions Cup gewann, nachdem er sich mit seiner Mannschaft im Finale gegen Kärpät Oulu aus der finnischen SM-liiga durchgesetzt hatte. In der Saison 2005/06 zog der ehemalige NHL-Spieler mit seiner Mannschaft in das Finale der Superliga ein, in dem sie Ak Bars Kasan unterlagen. Im Anschluss wechselte der Nationalspieler zum SKA Sankt Petersburg, für den er bis zum Saisonende 2010/11 spielte.
Im Juni 2011 erhielt der Russe einen Einjahresvertrag beim HK Awangard Omsk. Nach Ablauf des Vertrages wechselte Gussew innerhalb der KHL zu Awtomobilist Jekaterinburg. Im November 2015 kehrte der Verteidiger nach Omsk zurück. Im Mai 2016 wurde Gussew vom HK Jugra Chanty-Mansijsk verpflichtet, ehe er 2017 seine Karriere beendete und beim HK Jugra Assistenztrainer wurde.

### International
Für Russland nahm Gussew an der Junioren-Weltmeisterschaft 1995, sowie den Weltmeisterschaften 2002, 2003 und 2005 teil.

## Erfolge und Auszeichnungen
- 2003 Russischer Vizemeister mit Sewerstal Tscherepowez
- 2005 IIHF-European-Champions-Cup-Gewinn mit dem HK Awangard Omsk
- 2006 Russischer Vizemeister mit dem HK Awangard Omsk
- 2010 Spengler-Cup-Gewinn mit dem SKA Sankt Petersburg

### International
- 1995 Silbermedaille bei der Junioren-Weltmeisterschaft
- 2002 Silbermedaille bei der Weltmeisterschaft
- 2005 Bronzemedaille bei der Weltmeisterschaft

## Statistik
(Stand: Ende der Saison 2010/11)